# Гојко Шантић
Гојко Шантић (Мостар, 23. јун 1946 — Београд, 14. фебруар 2024) био је српски глумац.

## Биографија
Рођен у Мостару 1946. Дипломирао је глуму на Академији за позориште, филм, радио и телевизију 1967. у класи професора Мате Милошевића. Добитник је Академијине награде „Страхиња Петровић“ за дипломски испит. Од исте године је члан Југословенског драмског позоришта, чији је члан све до 2011. године када одлази у пензију.
На сценама Југословенског драмског позоришта, Атељеа 212, Народног позоришта, Београдског драмског позоришта, Дубровачких љетних игара, Црногорског народног позоришта и Нишког народног позоришта одиграо је седамдесет улога. Гостовао је и наступао на најзначајнијим сценама широм бивше Југославије и Европе.

## Филмографија
| Год.       | Назив                              | Улога                                 |
| ---------- | ---------------------------------- | ------------------------------------- |
| 1960.-те   |                                    |                                       |
| 1967.      | Била си дужна да те нађем          |                                       |
| 1967.      | 104 стране о љубави                |                                       |
| 1968.      | Горски цар (серија)                | Ђурица                                |
| 1968.      | У раскораку                        | Бане Ђорђевић, новинар                |
| 1968.      | Тим који губи (ТВ)                 |                                       |
| 1967.      | 104 стране о љубави                |                                       |
| 1968.      | У раскораку                        | Бане Ђорђевић, новинар                |
| 1968.      | Све ће то народ позлатити (ТВ)     |                                       |
| 1968-1969. | ТВ Буквар (серија)                 | Буда Ђокић                            |
| 1970.-те   |                                    |                                       |
| 1970.      | Бурна ноћ (ТВ)                     |                                       |
| 1970.      | Тристан и Изолда (ТВ)              |                                       |
| 1970.      | Бурна ноћ (ТВ)                     |                                       |
| 1971.      | Улази слободан човек (ТВ)          |                                       |
| 1971.      | Од сваког кога сам волела (серија) |                                       |
| 1971.      | Капетан из Кепеника (ТВ)           |                                       |
| 1972.      | Девојка са Космаја                 | Голуб                                 |
| 1972.      | Сами без анђела (ТВ)               |                                       |
| 1977.      | Ана воли Милована (ТВ)             |                                       |
| 1979.      | Вечера за Милицу (ТВ)              | Вурник                                |
| 1980.-те   |                                    |                                       |
| 1980.      | Светозар Марковић                  | Николај Утин                          |
| 1981.      | Светозар Марковић (серија)         | Николај Утин                          |
| 1981.      | Доротеј                            | Доротеј                               |
| 1982.      | Три сестре (ТВ)                    |                                       |
| 1985.      | Лица и судбине (ТВ)                |                                       |
| 1989.      | Атоски вртови - преображење        |                                       |
| 1990.-те   |                                    |                                       |
| 1990.      | Ваљевска болница (ТВ)              | Пуковник Драгутин Димитријевић - Апис |
| 1990.      | Колубарска битка (ТВ)              | Пуковник Милош Васић                  |
| 1991.      | Мој брат Алекса                    | Ата Сола                              |
| 1992.      | Алекса Шантић (серија)             | Ата Сола                              |
| 1992.      | Карађорђе и позориште (серија)     |                                       |